# Giustino di Chieti
Giustino di Chieti (Chieti, ... – 540) è venerato come santo dalla Chiesa cattolica, che lo considera, secondo un'antica tradizione, l'evangelizzatore della città di Chieti e il suo primo vescovo.

## Agiografia
Non esiste una documentazione storica dalla quale desumere notizie particolareggiate sulla sua vita; solo nel XV secolo compaiono le sue passio, in gran parte ricalcate sul modello di quelle di Santi omonimi, che lo confondono con un Santo di Siponto del III secolo che avrebbe subito il martirio in Abruzzo insieme ai fratelli, Fiorenzo e Felice, e alla nipote, Giusta.
Il primo storico ad aver parlato di lui, citando le agiografie, fu Girolamo Nicolino di Chieti. Egli nella sua opera storica, nel libro II, cita 3 versioni delle sue origini, originario di Siponto insieme alla nipote Giusta morta a Bazzano dell'Aquila (lo stesso Giustino di questa agiografia sarebbe morto a Paganica vicino Bazzano), oppure rampollo di un nobile famiglia di Chieti, o un santo eremita della Maiella, convocato dai cittadini di Chieti nella grotta per assumere la carica di vescovo. La leggenda era tanto nota che Giuseppe Sammartino scolpì questa scena nel paliotto d'altate della Cattedrale di Chieti.
Divenuto, secondo la leggenda, primo vescovo della diocesi di Chieti, Giustino operò miracoli, come la guarigione di una cieca, di uno storpio, liberò un prigioniero dalla cella. Nicolino afferma di non conoscere l'anno della morte, ma che sarebbe stato subito sepolto nella primitiva cattedrale sorta sopra un tempio romano, dedicata a Santa Maria Assunta.

## Culto
È comunque certo che la cattedrale di Chieti sia stata intitolata al santo vescovo Giustino almeno a partire dall' XI secolo con la presenza normanna: è a questa epoca che risalgono, infatti, i primi documenti sulla chiesa a noi pervenuti. In passato nel VI secolo l'edificio era consacrato a Santa Maria Maggiore e poi dopo il sacco di Pipino il Breve dell'801 a San Tommaso. 

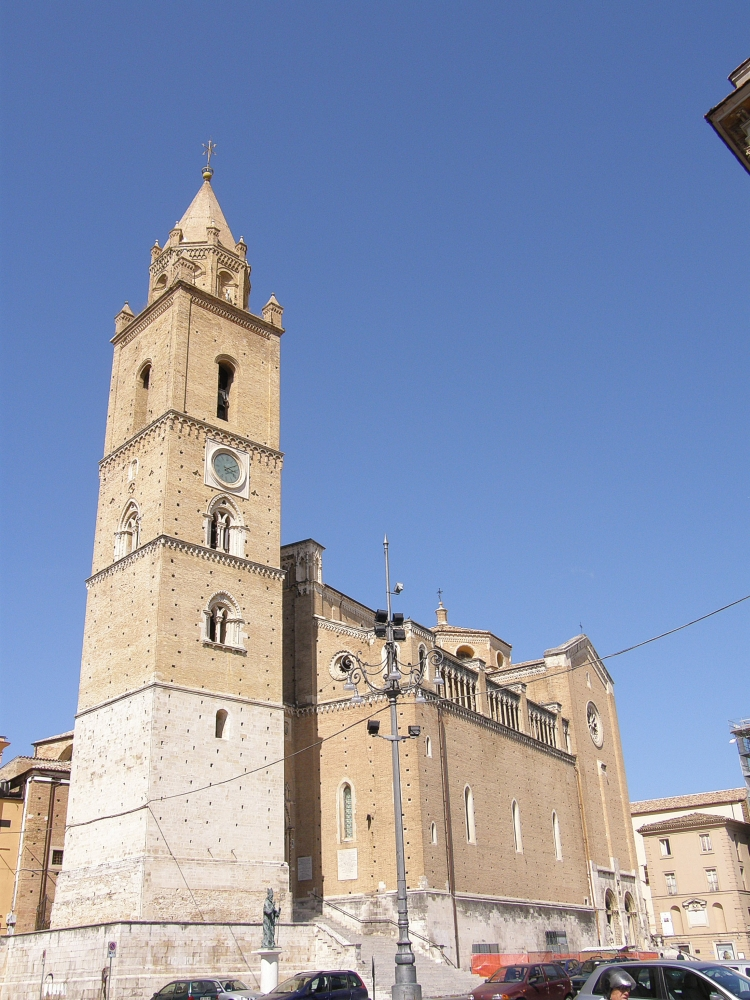
Veduta della Cattedrale di San Giustino a Chieti

Molto probabilmente Giustino, resse la diocesi di Chieti durante il travagliato periodo delle invasioni barbariche dei Goti e dei Bizantini, e della diffusione dell'eresia ariana, attorno alla fine del IV secolo quando, di fronte al dissolversi in Italia delle istituzioni statali, i cittadini iniziarono a stringersi attorno ai loro pastori, scelti tra le figure più carismatiche del territorio. Sono molte, infatti, le città italiane a venerare come patrono i vescovi che le governarono in quel periodo: basti pensare a Milano (con sant'Ambrogio), Torino (san Massimo), Verona (san Zenone). Il problema è che con la distruzione della cattedrale da parte di Pipino,  i documemti dello scriptorium sono andati persi, e molte fonti sono agiografie e leggende popolari, riportate su carta nel 1657 dallo storico Girolamo Nicolino.
Gran parte delle reliquie di Giustino santo sono venerate in un'urna posta nella cripta del Duomo di Chieti. Molto venerato è, in particolare, il braccio, cui la devozione popolare attribuisce numerosi miracoli (i devoti lo chiamano "santo Braccio"), tra cui quello del 593 in cui il braccio, portato in processione dai teatini, avrebbe respinto un'invasione di cavallette che minacciavano i raccolti.
A San Giustino era dedicato un prezioso busto del primo quarto del '400, opera di Nicola da Guardiagrele, di cui al momento del furto sacrilego del 1986 era conservata solo la testa,  poiché rimontata su un busto posticcio del XVII secolo. L'immagine più antica del santo è un affresco del XIII secolo rinvenuto negli anni '70 nella tribuna laterale della cripta della Cattedrale, dopo i restauri che hanno smembrato l'apparato decorativo barocco.
San Giustino viene menzionato nel Martirologio Romano al giorno 1º gennaio, tuttavia nel 1616 la sua celebrazione a Chieti fu spostata al 14 gennaio ed attualmente all'11 maggio.